# Russelia obtusata
Russelia obtusata är en grobladsväxtart som beskrevs av Joseph Blake. Russelia obtusata ingår i släktet Russelia och familjen grobladsväxter. Inga underarter finns listade i Catalogue of Life.